# Nova Peris
Nova Maree Peris, född den 25 februari 1971 i Darwin, Northern Territory, Australien, är en australisk idrottare och politiker.
Hon tog OS-guld i damernas landhockeyturnering i samband med de olympiska landhockeytävlingarna 1996 i Atlanta. Hon bytte därefter sport till friidrott och deltog i Samväldesspelen 1998 i Kuala Lumpur där hon vann två guldmedaljer och vid olympiska sommarspelen 2000.
Efter att ha avslutat idrottskarriären har Peris varit aktivist för ursprungsbefolkningens rättigheter, särskilt vad gäller hälsa och utbildning. Hon arbetade för Aboriginal and Torres Strait Islander Commission och grundade Nova Peris Girls' Academy i Darwin. Hon valdes 2013 som första aboriginska kvinna in i Australiens senat för Australiens arbetarparti men valde 2016 att inte ställa upp för omval. I november 2016 började Peris arbeta för Victorias delstatsregering med att utveckla en plan för att öka deltagandet inom idrotter och andra fritidsaktiviteter hos aboriginska barn och ungdomar.
Peris var åren 1995-2001 gift med Sean Kneebone och tog under denna period namnet Peris-Kneebone. 